# Бестаев, Владимир Герасимович
Влади́мир (Лади, Ладо, Леди) Гера́симович Беста́ев (4 июня 1897, Цхинвали, Тифлисская губерния, Российская империя — 25 июня 1988, Москва, СССР) — советский, осетинский и грузинский киноактёр и кинорежиссёр. Пик славы и популярности продолжались с 1919 по 1927 год. Дочь — Татьяна Бестаева, советская и российская актриса театра и кино.

## Биография
Родился 14 июня 1897 года, в Цхинвали Тифлисской губернии, спустя три месяца после рождения дочери переехал с семьёй в Москву. По национальности был осетином.
Являлся выдающимся актёром немого кино, а также одним из первых актёров советского немого кино. Являлся яркой актёрской личностью. Даже в рамках бессловесной роли, актёр смог создать цельный, богатый образ горца, защитника бесправных людей. Когда он был студентом в Тифлисе, приехала французская киногруппа. Они снимали фильм «Огнепоклонники». На одну из ролей пригласили его самого. Популярность актёра пришла, когда он снялся у режиссёра Бориса Михина в фильме «Абрек Заур» о борьбе горцев во главе с Заур-беком с царскими властями в середине XIX века. После выхода фильма на экраны успех был грандиозный. Фильм «Абрек Заур», принесший ему славу национального героя, считается одним из первых советских боевиков. Если рассказывать о таком явлении как кавказский кинематограф, то начинать следует, безусловно, с «Абрека-Заура». И как потом писали про актёра в прессе, «он влетел в советский кинематограф лихим джигитом».
Когда у Бориса Михина шли пробы, ему показали актёра —  тот ему понравился, а уж когда режиссёр узнал о том, что Бестаев снялся в «Огнепоклонниках», это был просто полный восторг. И он сам был утверждён на эту роль. Все невероятные смелые трюки в кино Владимир Бестаев исполнял сам, чему был невероятно счастлив и на протяжении всего съёмочного процесса постоянно фонтанировал идеями. Фильм признан шедевром конца 1920-х годов и прошёл с успехом по всем континентам, всем странам, по всей Европе, о нём очень много писали. И хотя создатели не обладали мировыми именами, «вестерн» был принят на «ура». А исполнителя главной роли американская критика окрестила актёра «кавказским Дугласом Фэрбенксом». В СССР актёра тоже сравнивали с актёром Дугласом Фербенксом, причём сравнение было явно не в пользу последнего. Писали, что «Дуглас Фэрбенкс весь в тренировке, а Бестаев — сама природа!». Знаменитый Виктор Шкловский просто писал: «слава Богу, что Бестаев не похож на старомодного, балетного Дугласа Фербенкса, ведь Бестаев это — ловкость пятипудового, сильного, красивого мужчины». После «Абрека Заура» актёр снялся в приключенческом фильме Олега Фрелиха «Зелимхан» (Грузия-фильм). Фильм смотрится как романтический триллер за вычетом слишком растянутой завязки, где с идеологическим нажимом мотивируется уход в абреки Зелимхана и его товарищей, несправедливо осуждённых и сбежавших из царского застенка. При благоприятных обстоятельствах фильмы «Абрек Заур» и «Зелимхан» могли стать «первотолчком» возникновения особого варианта кавказского вестерна, ибо драматургическая насыщенность, острота характеров и бури страстей в жизни Кавказа не беднее почвы, на которой вестерн закрепился в США. Потом была главная роль в фильме «Закон гор». А вскоре, профессор Левицкий и режиссёр Касьянов пригласили его сняться в главной роли в фильме «Те, кто прозрел».
В 1930 году он дебютировал в качестве режиссёра-постановщика, с другом — художником Георгием Джемиевым («Дружба врагов»). Но фильм снять не удалось по ряду объективных причин. Сценарий фильма до дня смерти хранился у его дочери — актрисы Татьяны Бестаевой.
Скончался 25 июня 1988 года в Москве. Похоронен на 30-м участке Введенского кладбища.

## Фильмография
Актёр и каскадёр
- 1915 — Огнепоклонники
- 1921 — Сын гор — Абрек
- 1926 — Абрек Заур — Абрек Заур (Заур-бек)
- 1926-1928 — Зелимхан — Абрек Зелимхан
- 1927 — Закон гор — Исмаил
- 1927 — Те, которые прозрели — Янош, венгерский солдат
- 1930 — Дружба врагов
- 1931 — Ануш

режиссёр
- 1930 — Дружба врагов